# Wilhelm Eduard Weber

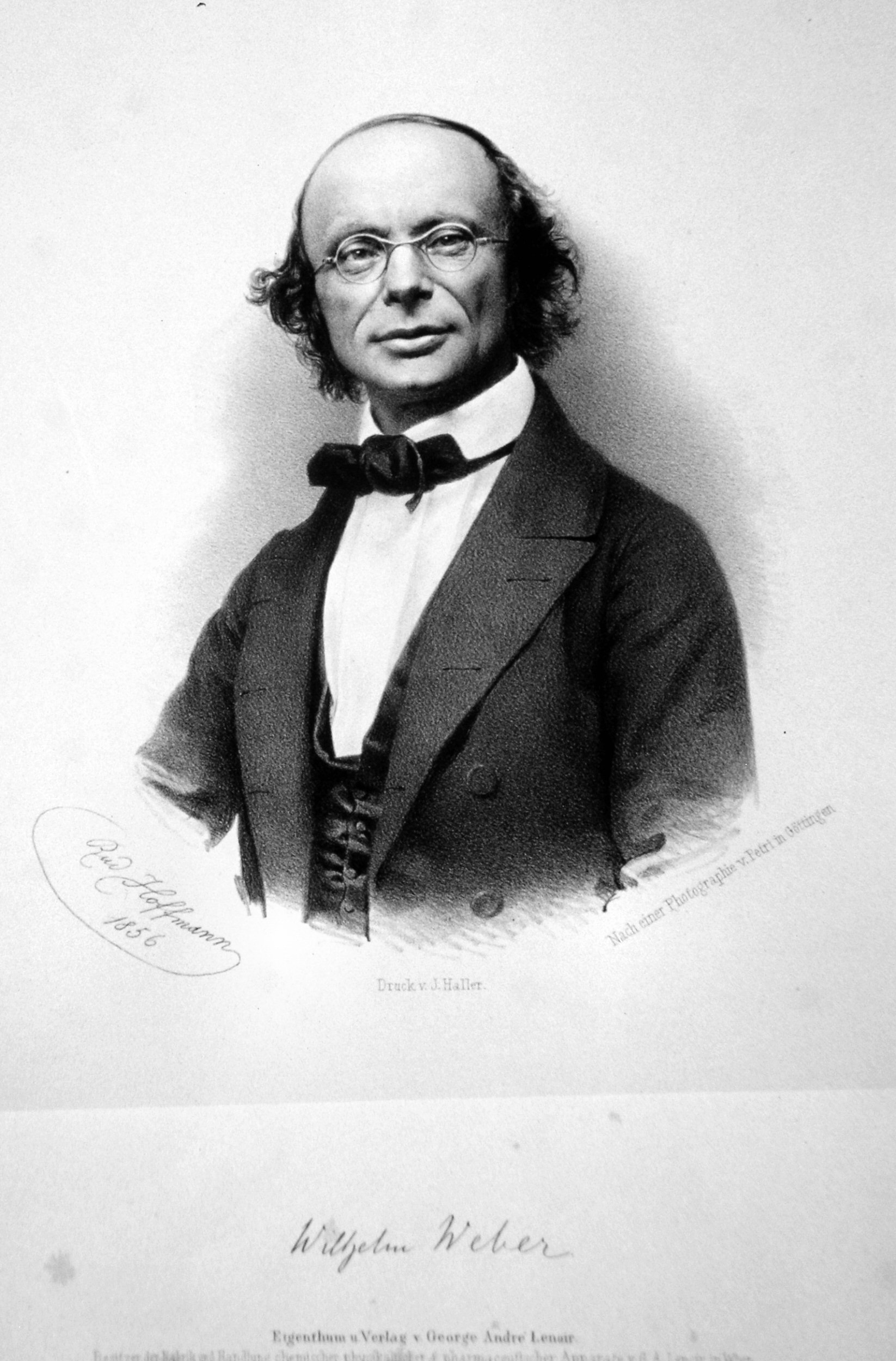
Wilhelm Eduard Weber, Lithographie von Rudolf Hoffmann 1856.

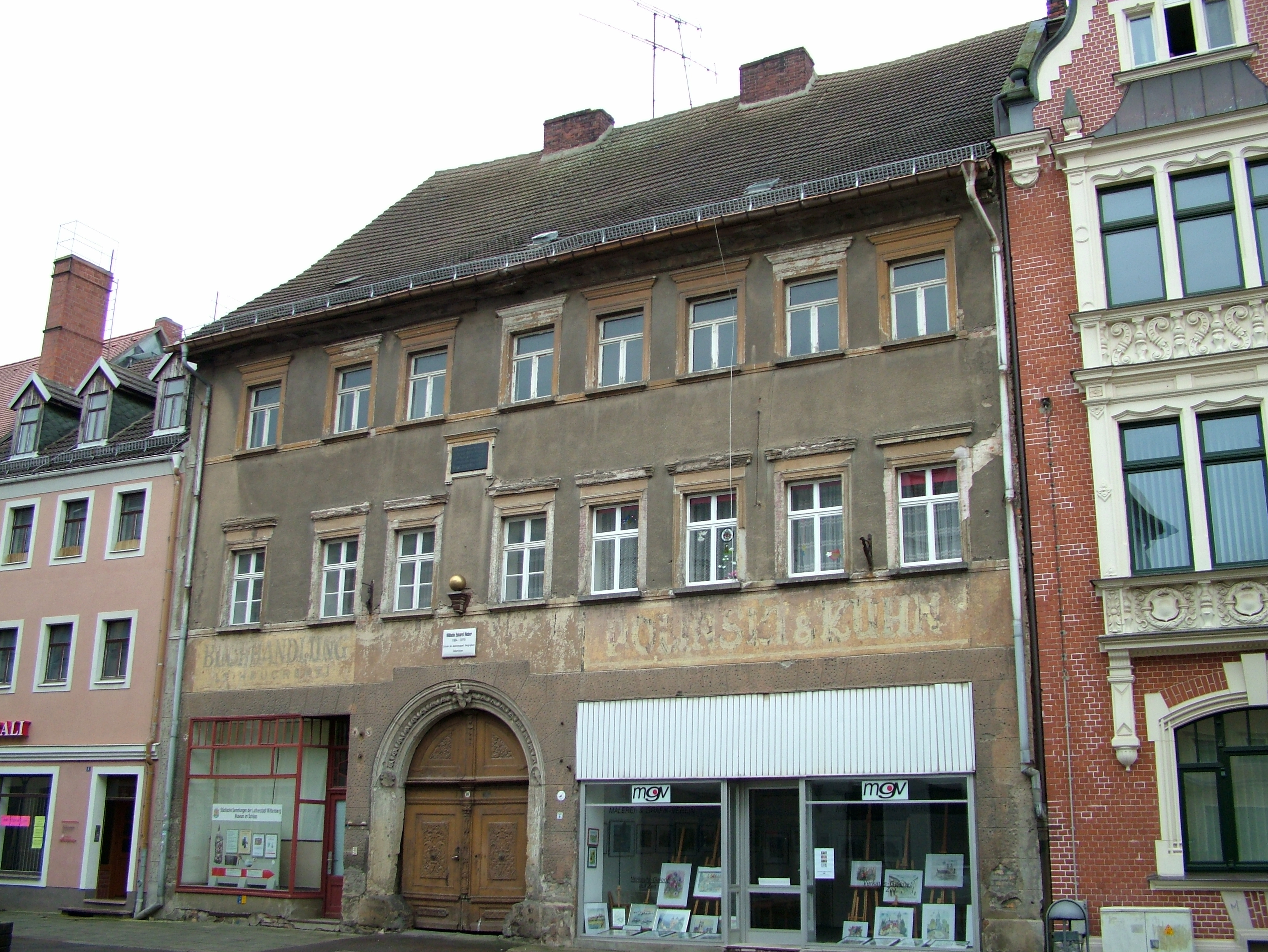
Das Geburtshaus in Wittenberg 2007

Wilhelm Eduard Weber (* 24. Oktober 1804 in Wittenberg; † 23. Juni 1891 in Göttingen) war ein deutscher Physiker. Die abgeleitete SI-Einheit „Weber“ (Einheitenzeichen Wb) des magnetischen Flusses ist nach ihm benannt. Er war der einzige Naturwissenschaftler unter den sogenannten Göttinger Sieben.

## Leben

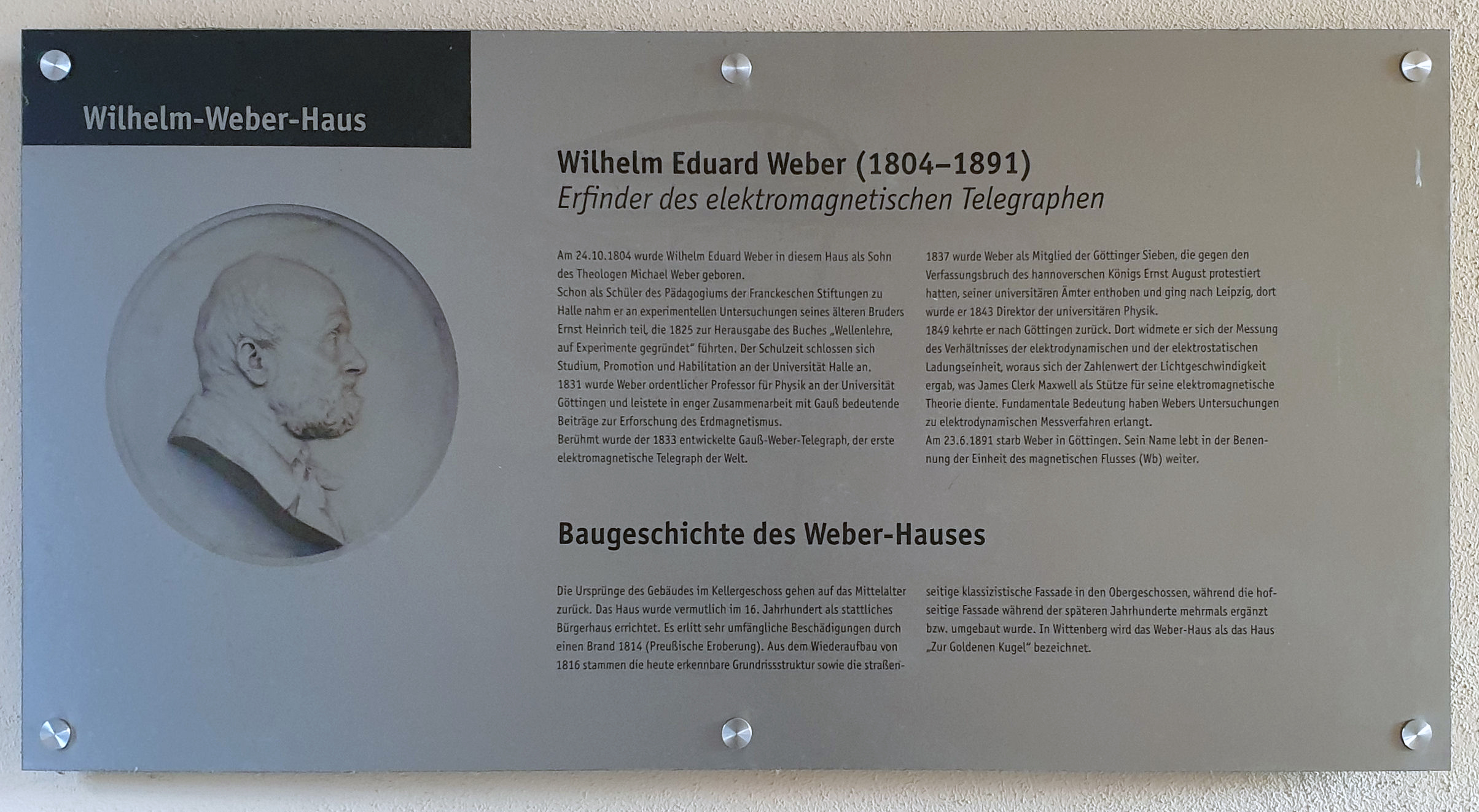
Gedenktafel am Geburtshaus in Wittenberg

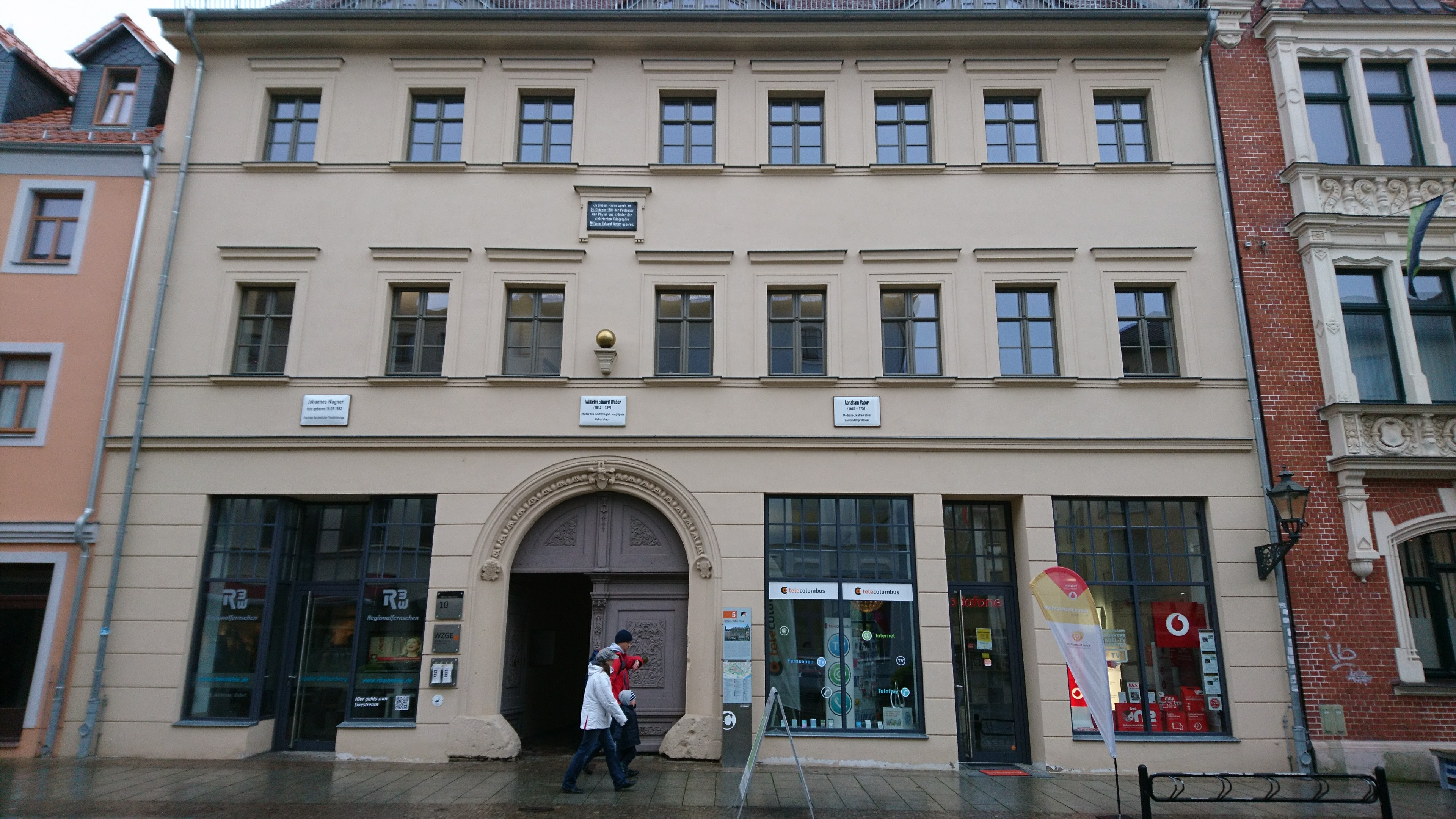
Das Geburtshaus in Wittenberg 2017

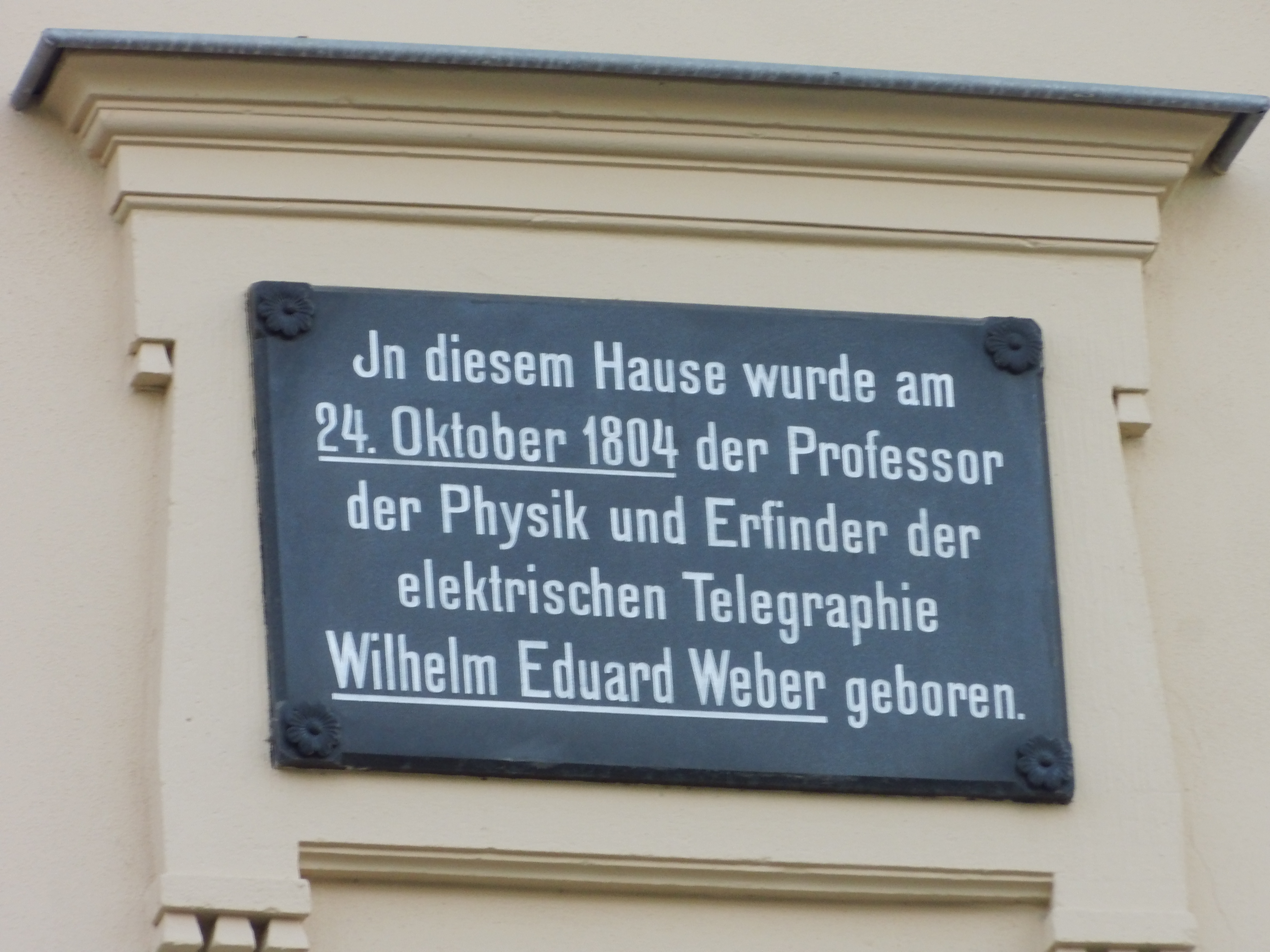
Gedenktafel für Wilhelm Eduard Weber in Wittenberg

Wilhelm Weber wurde als Sohn des Theologieprofessors Michael Weber in der Wittenberger Schlossstraße 10 im Haus mit der Goldenen Kugel geboren. Seine Brüder waren Ernst Heinrich Weber und Eduard Friedrich Weber. Durch die Ereignisse der Befreiungskriege und der Verlegung der Universität Wittenberg zog seine Familie über Bad Schmiedeberg nach Halle an der Saale. Hier besuchte Weber die Latina der Franckeschen Stiftungen und nahm an experimentellen Untersuchungen seines älteren Bruders Ernst Heinrich teil, die zur Herausgabe des Buches Wellenlehre, auf Experimente gegründet (Leipzig 1825) führten. Parallel dazu studierte er. Im Jahr 1827 wurde er bei Johann Salomo Christoph Schweigger promoviert. Der Titel seiner Dissertation lautet:

“Leges oscillationis oriundae si duo corpora diversa celeritate oscillantia ita conjunguntur ut oscillare non possint nisi simul et synchronice exemplo illustratae tuborum linguatorum”

„Die Schwingungsgesetze, die entstehen, wenn zwei Körper mit unterschiedlicher Schwinggeschwindigkeit so miteinander verbunden werden, dass sie nur gleichzeitig und synchron schwingen können, werden am Beispiel von Zungenpfeifen verdeutlicht“

Danach habilitierte er sich mit einer Arbeit über die Theorie der Orgelpfeifen.
Nach einer außerordentlichen Professur in Halle folgte er 1831 dem Ruf nach Göttingen (Königreich Hannover), wo er an der Georg-August-Universität Professor für Physik wurde. Er verlor sein Amt am 14. Dezember 1837 zusammen mit sechs weiteren Göttinger Professoren (siehe Göttinger Sieben), als sie gegen die Aufhebung der Verfassung protestierten. In der Folge lebte Weber als Privatgelehrter in Göttingen oder befand sich auf längeren Reisen.
1843 wurde er nach Leipzig berufen, bis er 1849 nach der bürgerlichen Revolution von 1848 in Deutschland auf seine alte Stellung zurückkehren konnte.

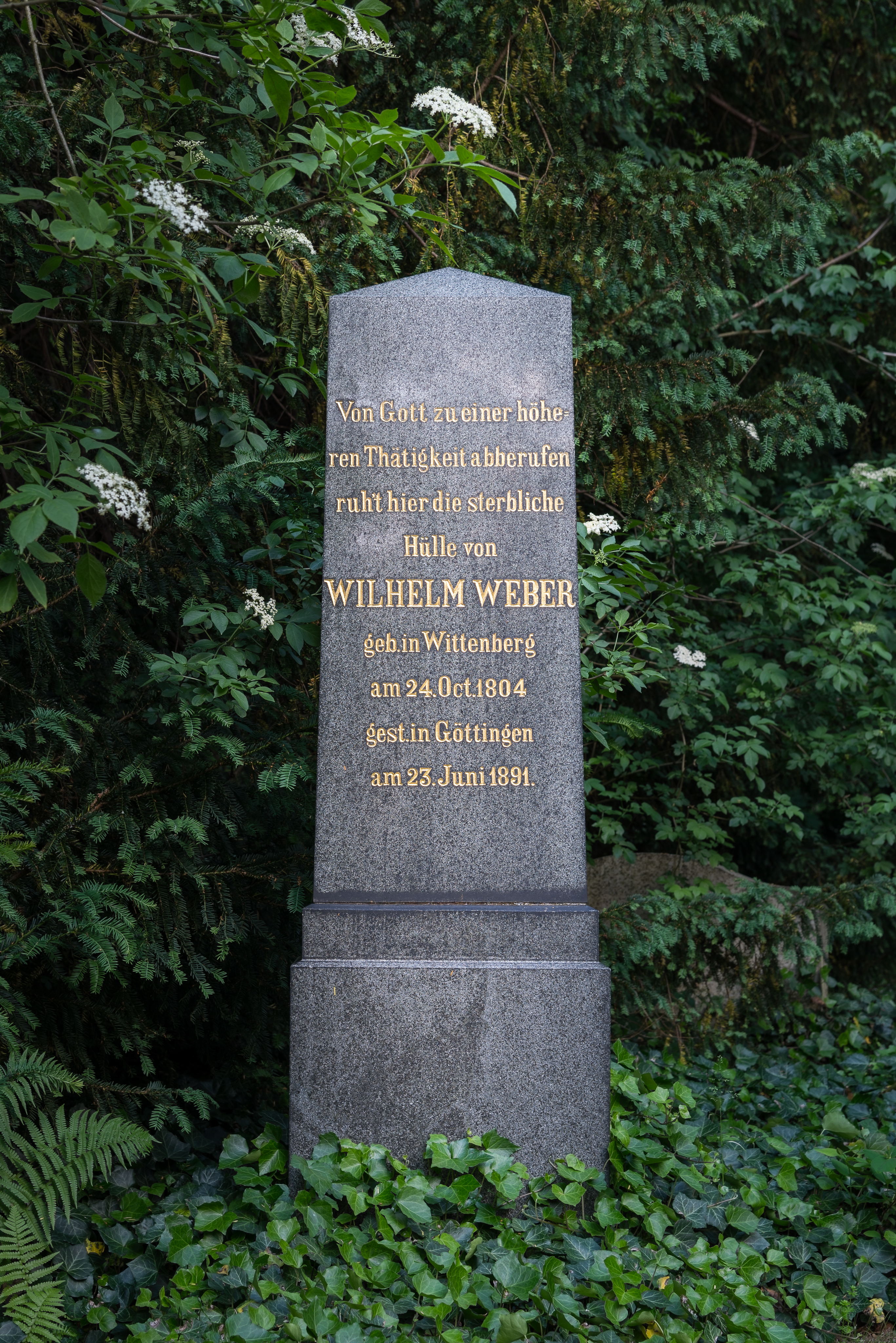
Webers Grab auf dem Göttinger Stadtfriedhof.

In Göttingen war Weber sehr eng mit Carl Friedrich Gauß befreundet, mit dem er viele Jahre lang zusammenarbeitete. Sie konstruierten 1833 einen elektromagnetischen Telegraphen (siehe auch: Gauß-Weber-Telegraf). Dazu verlegten sie zwei Kupferdrähte über die Dächer der Stadt Göttingen und vermittelten Ostern 1833 den telegraphischen Verkehr zwischen dem physikalischen Institut und dem magnetischen Observatorium der Sternwarte. Im ersten Telegramm (in einem Code ähnlich dem später erfundenen Morsecode) wurde laut der Überlieferung, die vermutlich nur eine Legende ist, der Text übermittelt: „Michelmann kommt.“ (Michelmann war der Institutsdiener.) 1836 gründete er zusammen mit Gauß und Alexander von Humboldt den Magnetischen Verein.
Fundamentale Bedeutung haben Webers Untersuchungen zu elektrodynamischen Messverfahren erlangt, die er in sieben Aufsätzen in den Abhandlungen der Königlich Sächsischen Gesellschaft der Wissenschaften zwischen 1846 und 1878 vorlegte.
Messungen, die Weber gemeinsam mit Rudolf Kohlrausch 1855 zur Bestimmung des Verhältnisses der elektrodynamischen und elektrostatischen Ladungseinheiten vorgenommen hatte (Weber-Kohlrausch-Experiment), dienten James Clerk Maxwell 1861/62 als die entscheidende Stütze für seine elektromagnetische Theorie des Lichtes. Maxwell bezog sich explizit auf Kohlrausch und Weber. Dass die von Kohlrausch und Weber gefundene Konstante {\displaystyle c}, die das Verhältnis der Ladungseinheiten ausdrückt, mit der Ausbreitungsgeschwindigkeit {\displaystyle c/{\sqrt {2}}} von elektrodynamischen Phänomenen in Leitern in Verbindung stand, erkannte Weber wie etwa gleichzeitig 1857 Gustav Robert Kirchhoff. Beide erkannten auch, dass diese Konstante {\displaystyle c/{\sqrt {2}}} der Größe nach der Lichtgeschwindigkeit entsprach (später wurde die Konstante so umdefiniert, dass {\displaystyle c} die Lichtgeschwindigkeit bezeichnete). Das Verhältnis aus der elektrostatischen und der elektrodynamischen Einheit entsprach also dem Betrag der Lichtgeschwindigkeit (im Vakuum) und verband damit in überraschender Weise Optik und Elektrizitätslehre. Maxwell betrachtete dann auch die Ausbreitung elektromagnetischer Wellen im Vakuum mit dieser Geschwindigkeit.
Weber stellte 1846 eine eigene Fernwirkungs-Theorie elektrodynamischer Phänomene auf, die auf einem geschwindigkeits- und beschleunigungsabhängigen Kraftgesetz zwischen bewegten Ladungen beruhte.

## Ehrungen
In ihrem Gründungsjahr 1846 wurde er Mitglied der Königlich Sächsischen Gesellschaft der Wissenschaften. 1860 wurde er zum Mitglied der Deutschen Akademie der Naturforscher Leopoldina gewählt.
Am 17. August 1864 wurde Weber mit dem preußischen Orden Pour le Mérite für Wissenschaften und Künste und 1879 mit der Cothenius-Medaille der Leopoldina ausgezeichnet. 1850 wurde er zum auswärtigen Mitglied der Royal Society gewählt, deren Copley-Medaille er 1859 erhielt. Im Dezember 1853 wurde er korrespondierendes Mitglied der Russischen Akademie der Wissenschaften in St. Petersburg, 1874 Ehrenmitglied (Honorary Fellow) der Royal Society of Edinburgh, 1877 assoziiertes Mitglied der Académie royale des Sciences, des Lettres et des Beaux-Arts de Belgique und in seinem Todesjahr 1891 korrespondierendes Mitglied der Académie des sciences in Paris.
Am 24. Oktober 1904, an Webers 100. Geburtstag, wurde ihm zu Ehren in Wittenberg eine im neugotischen Stil geschaffene Gedenktafel mit dem im Rechtsprofil dargestellten Reliefmedaillon des Physikers feierlich enthüllt. Zudem gibt es in der Lutherstadt Wittenberg auch das Wilhelm-Weber-Haus.
1970 wurde der Mondkrater Weber nach ihm benannt.
Eine „Wilhelm-Weber-Straße“ ist in Chemnitz, Göttingen, Hamburg, Wittenberg, Oldenburg und Offenbach am Main zu finden.
Auf der Mondrückseite ist ein Krater nach Wilhelm Eduard Weber benannt. Die SI-Einheit des magnetischen Flusses wurde nach ihm „Weber“ genannt.
Der Verein „Freundeskreis Wilhelm Weber e. V.“ in Wittenberg widmet sich dem Andenken Webers. Er pflegt eine von Gerhard Schmitt zusammengetragene Telefonsammlung und strebt die Einrichtung eines Museums für Nachrichten- und Kommunikationstechnik im historischen Fernmeldeamt in der Lutherstadt Wittenberg, Wilhelm Weber-Str. 1 (heute Hauptpost Wittenberg) an.
Die Universität Göttingen verlieh höchstens einmal jährlich an bedeutende Wissenschaftler die Gauß-Weber-Medaille.
Das Gauß-Weber-Denkmal in Göttingen (Wallanlage/Bürgerstraße) nach dem Entwurf von Ferdinand Hartzer wurde 1899 enthüllt und zeigt Gauß und Weber als Erfinder des elektrischen Telegraphen.

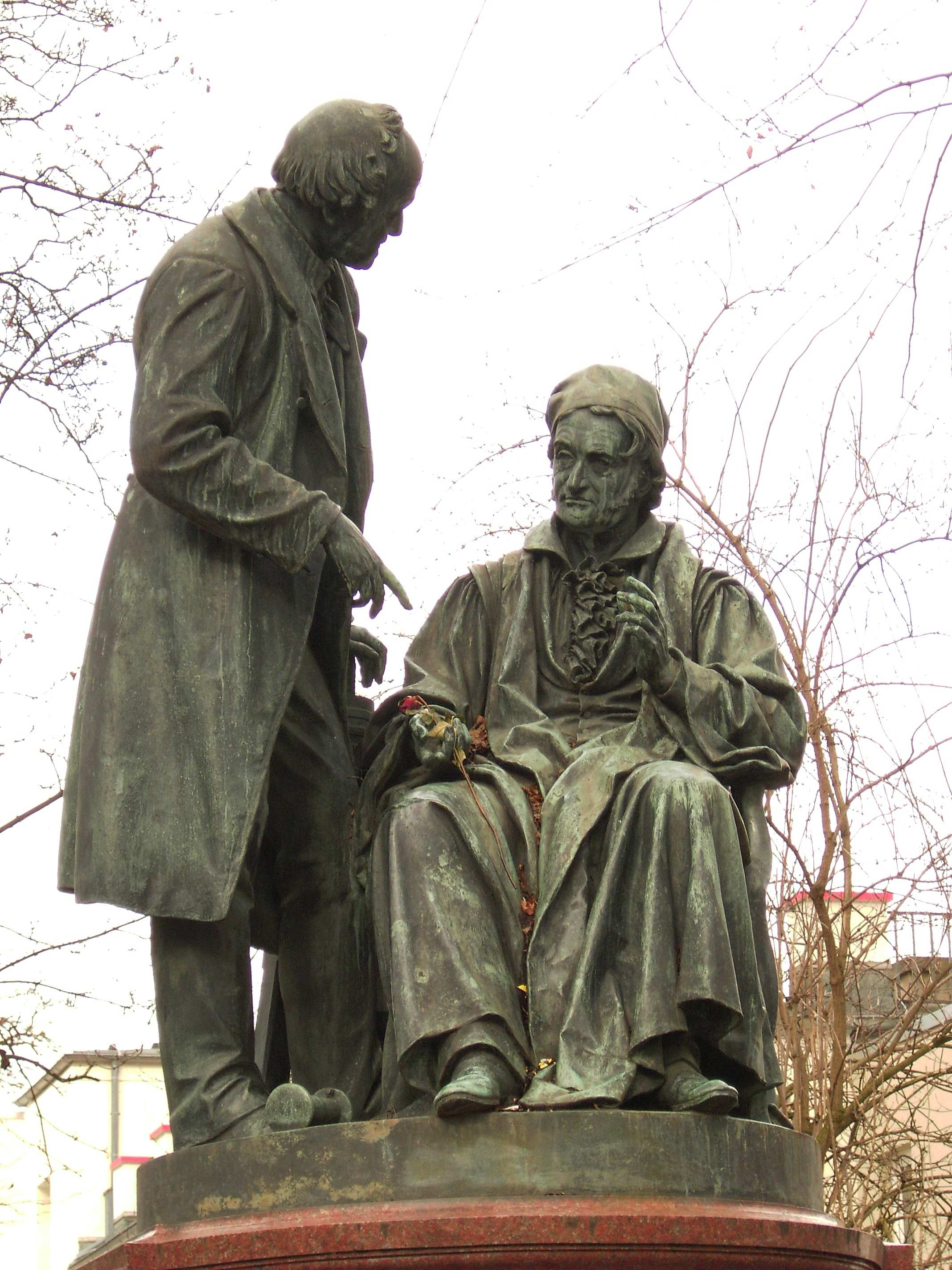
Gauß-Weber-Denkmal, Göttingen 1899, Weber steht

## Werke
- Zusammen mit Eduard Friedrich Weber: Mechanik der menschlichen Gehwerkzeuge. Eine anatomisch-physiologische Untersuchung. Dieterich, Göttingen 1836 (in engl. Sprache u.d.T. Mechanics of the human walking apparatus.) Springer, Berlin 1992, ISBN 3-540-53541-1.
- Principien einer elektrodynamischen Theorie der Materie. Band 1: Abhandlungen zur atomistischen Theorie der Elektrodynamik. Engelmann, Leipzig 1876.
- Werke. Sieben Bände. Springer, Berlin 1892–1894.
- Wilhelm Weber's Main Works on Electrodynamics Translated into English. Volume 1: Gauss and Weber's Absolute System of units
- Wilhelm Weber's Main Works on Electrodynamics Translated into English. Volume 2: Weber's Fundamental Force and the Unification of the Laws of Coulomb, Ampère and Faraday
- Wilhelm Weber's Main Works on Electrodynamics Translated into English. Volume 3: Measurement of Weber's Constant c, Diamagnetism, the Telegraph Equation and the Propagation of Electric Waves at Light Velocity
- Wilhelm Weber's Main Works on Electrodynamics Translated into English. Volume 4: Conservation of Energy, Weber's Planetary Model of the Atom and the Unification of Electromagnetism and Gravitation